# 진웨뉘
진웨뉘(본명: 김월녀, 1972년 12월 28일 ~ )은 한국에서 활동하는 중국인 가수이다.

## 경력
- 2000년 김대중 전 대통령의 방북기념음악회 출연
- 2002년 한일월드컵 홍보위원 활동

## 수상
- 2008년 제16회 대한민국 문화연예대상 한류연예인상

## 음반
- 2005년 2집 산도라지
- 2007년 사랑하며 삽시다
- 2016년 Best
- 2019년 사랑바람 / 생명의 꽃